# Free Culture
Free Culture: How Big Media Uses Technology and the Law to Lock Down Culture and Control Creativity (2004) (svenska: Fri kultur: Hur de stora medieföretagen använder teknik och juridik för att begränsa kultur och låsa in kreativitet), är en bok skriven av juridikprofessorn Lawrence Lessig, upphovsman till organisationen och licensformen Creative Commons för öppet innehåll. En elektronisk PDF-version av boken släpptes fritt tillgänglig på internet under Creative Commons licensform Attribution/Non-commercial license (by-nc 1.0) den 25 mars 2004, vilket gjorde att hans tankar mycket snabbt fick spridning, även utanför juridiska sammanhang. Boken snabba spridning medförde att begreppet fri kultur blev känt i bredare sammanhang och att en rörelse som verkar för fri kultur uppstod.
Aldrig tidigare i historien har så stor del av vår "kultur" varit så "ägd" som den är idag. Samtidigt har koncentrationen av makt över kulturens användning varit så oomstridd och accepterad som den är idag.  (Sidan 28)
Den tryckta upplagan av boken publicerades av förlaget Penguin Books under fullt upphovsrättsligt skydd. Boken utgavs även som pocketbok under titeln Free Culture: The Nature and Future of Creativity (svenska: Fri kultur: Kreativitetens natur och framtid).

## Kritik
Boken bemöttes med skepticism från rättsvetenskapligt håll. Juridikprofessor Julia D. Mahoney från Virginia beskriver boken som en kulmen på en överhettad retorik som gränsar till det apokalyptiska. 
Lessig menar i boken att han använder ordet fri som "not free as in beer but free as in free speech, free markets, free trade, free enterprise, free will, and free elections". Detta kan fritt översättas till "fri som i frihet, inte gratis". Kritiker menar att Lessigs definition avviker på ett märkligt sätt från hur människor brukar använda begreppet "free" på Internet, nämligen för friheten att kopiera gratis. Lessigs vision beskrivs som en utopi om obegränsade resurser utan kostnad.